# 林柏妤
林柏妤（英語：Poyu Lin，1987年8月12日—），臺灣女藝人、主持人、演員，曾任中天新聞及三立新聞記者、民視新聞體育主播。。

## 經歷
- 台灣台北人，畢業於美國加州州立大學大眾傳播學系，中、英文流利，由於外形甜美，又有「甜心主播」的稱號。
- 2012年下半年進入民視新聞，擔任民視新聞台《民視體育新聞》主播兼製作專題單元〈運動FUN輕鬆〉。
- 2016年5月4日決定離開主播台，轉任鳳凰藝能旗下藝人，演出《實習醫師鬥格》。

### 特殊事例
- 2014年東亞青年運動會／台中市申辦團隊請來外型甜美、口條清晰的林柏妤擔綱英文簡報，順利完成任務，台中市也如願取得2019年的承辦權。

### 軼事
- 為「新聞女生籃球隊」成員，2013年起每年皆參加「新聞盃籃球錦標賽」並與公益活動相結合，是陣中得分後衛。

## 演出作品

### 電視劇
| 年份   | 頻道       | 戲劇名稱                 | 角色   | 備註   |
| 2017年 | 民視       | 《實習醫師鬥格》         | 林潔依 | 主角   |
| 2018年 | 民視       | 《實習醫師鬥格》         | 林潔依 | 主角   |
| 2020年 | TVBS歡樂台 | 《女力報到－最美的約定》 | 韓曉   | 女配角 |
| 2020年 | TVBS歡樂台 | 《女力報到－好運到》     | 韓林   | 主角   |
| 2021年 | TVBS歡樂台 | 《女力報到－愛情公寓》   | 韓林   | 主角   |
| 2021年 | TVBS歡樂台 | 《女力報到－男人止步》   | 韓林   | 主角   |
| 2021年 | TVBS歡樂台 | 《女力報到－男人止步2》  | 韓林   | 主角   |
| 2021年 | TVBS歡樂台 | 《女力報到－愛的故事》   | 韓林   | 主角   |
| 2022年 | 台視       | 《美麗人生》             | 吳珊珊 | 主角   |
| 2023年 | 台視       | 《美麗人生》             | 吳珊珊 | 主角   |

## 主持作品

### 電視節目
| 年份   | 頻道       | 節目名稱            | 備註                         |
| 2016年 | 民視新聞台 | 《Time for Taiwan》 | 交通部觀光署英語旅遊節目     |
| 2017年 | 民視新聞台 | 《Time for Taiwan》 | 交通部觀光署英語旅遊節目     |
| 2018年 | 民視新聞台 | 《Time for Taiwan》 | 交通部觀光署英語旅遊節目     |
| 2019年 | 民視新聞台 | 《運動製造》        | 教育部體育署運動產業實境節目 |

Podcast
| 年份   | 節目名稱       | 備註 |
| 2024年 | 《大誌Roll妤》 | 主持 |

### 活動主持(部分選列)
- 2013 中華民國教育部運動精英獎頒獎典禮
- 2013 NBA季後賽先生羅伯特·霍里簽名記者會
- 2014 NBA傳奇球星佩賈·史托亞柯維奇見面會
- 2014 Adidas 蔡依林美力系女孩記者會
- 2014 第六屆真愛台灣經典電影演唱會
- 2014 Adidas Running Expo跑步博覽會記者會
- 2015 中華職棒26年開幕戰開幕儀式
- 2015 光州世大運聖火傳遞台北站
- 2015 中華職棒明星賽開賽記者會
- 2015 LPGA台灣錦標賽賽前記者會
- 2015 桃園亞太聽障運動會國際記者會
- 2019 台灣裙襬搖搖LPGA Gala Dinner球星直播
- 2020 濱海灣金沙酒店十週年晚會
- 2020 中華民國總統府元旦升旗典禮
- 2020 第55屆金鐘獎頒獎典禮後台直擊直播
- 2023 濱海灣金沙酒店兔旺春風好運年晚會
- 2024 國巨集團 追求卓越 共創新局 春酒盛宴
- 2024 PSA華科事業群旺年會
- 2024 臺北耶誕愛無限 （页面存档备份，存于）-耶誕音樂會

## 廣告代言
- 2014 新北市政府體育處「新北市路跑地圖」
- 2016 台灣運動彩券
- 2020 陽明生醫「一家人益生菌沁涼洗沐組」（肌荒篇）

## 活動大使
- 2015 臺北馬拉松 活動大使
- 2014-2020 Wings for Life World Run台灣區大使

## 外部連結
- 林柏妤的Facebook專頁
- 林柏妤的Instagram帳戶